# Knipperen

knipperend oog

Knipperen is een natuurlijke functie van het oog. Om het oog vochtig te houden en te beschermen tegen vuil, wordt het ooglid regelmatig kortdurend gesloten en weer geopend. Het knipperen met het oog gebeurt in een reflex. Een knippering duurt 0,3 à 0,4 seconde.
Bij elke knippering zetten de hersenen een deel van het visuele systeem uit. Dat verklaart waarom zoveel mensen zich niet bewust zijn van het knipperen van hun ogen. Op dat moment komen er geen beelden en licht binnen, maar toch ervaart niemand dat het even helemaal donker wordt.

## Nervositeit
Sommige mensen knipperen vaker en sneller met hun ogen als zij zich nerveus voelen. Bij ongecontroleerd snel oogknipperen wordt dat een tic genoemd. In ernstigere vormen is dit vaak een symptoom van het syndroom van Gilles de la Tourette.
Overigens gaan oogknipperingen vaak gelijk op met emoties. Als iemand gestresseerd is, kan het ook zijn dat hij sneller met zijn ogen knippert. Hoe hoger de spanning, des te sneller iemand met zijn ogen knippert. Om die reden gaan verliefden sneller met hun ogen knipperen en is dat een signaal dat men de ander leuk vindt.

## Zelfverzekerdheid
Metingen van oogbewegingen bij Amerikaanse presidentskandidaten tijdens verschillende verkiezingen gaven ook interessante informatie. De kandidaat die het minst met zijn ogen knipperde kwam het zelfverzekerdst over en die kandidaat bleek ook gemiddeld meer stemmen te krijgen. 

## Knipoog
Door met één oog te knipperen, kunnen mensen een signaal naar elkaar geven. Dit is een vorm van lichaamstaal en wordt "knipogen" genoemd. Iemand die knipoogt, kan een ander laten weten dat hij hem of haar erg aardig vindt. Het kan ook een signaal zijn dat de ander hetgeen gezegd wordt niet zo serieus dient te nemen of het kan een signaal van een stilzwijgende afspraak zijn tussen twee personen.

## Spiegelen van oogbewegingen
Als twee mensen met elkaar in gesprek zijn kunnen ze elkaars snelheid van oogknipperen overnemen. Indien  iemand zenuwachtig knippert met zijn ogen heeft zijn gesprekspartner onwillekeurig de neiging ook sneller te gaan knipperen. Als elkaars houding en bewegingen worden nagedaan op een natuurlijke wijze (spiegelen), ervaart men overeenstemming en ontstaat er parallelle emotie. Als de gehele lichaamstaal, waaronder het oogknipperen valt, op elkaar wordt afgestemd dan zal onbewust gelijkgestemdheid ontstaan.